# Abdarainurus
Abdarainurus is een geslacht van plantenetende sauropode dinosauriërs, behorende tot de Macronaria, dat tijdens het late Krijt leefde in het gebied van het huidige Mongolië. De enige benoemde soort is Abdarainurus barsboldi.

## Vondst en naamgeving
In 1970 werd door de Sovjet-Mongoolse Paleontologische Expeditie bij de Abdrant Nuru door Walentin Petrowitsj Twerdochlebow een staart gevonden van een sauropode. De vondst werd niet gemeld in de literatuur en bleef lange tijd onbeschreven. In de eenentwintigste eeuw wees nader onderzoek na preparatie door Andrei Podlesnow echter uit dat het vermoedelijk om een nog onbekend taxon ging.
In 2020 werd de typesoort Abdarainurus barsboldi benoemd en beschreven door Alexandr Awerianow en Alexej Lopatin. De geslachtsnaam is afgeleid van Abdarain Nuru, de Russische spelling voor Abdrant Nuru, en urus, gelatiniseerd Grieks oura, "staart". De soortaanduiding eert de Mongoolse paleontoloog Barsbold.
Het holotype, PIN 5669/1, is gevonden in een laag roodbruine zandsteen van de Alagteegformatie die wellicht dateert uit het vroege Campanien, drieëntachtig miljoen jaar oud. Het bestaat uit een reeks van acht voorste staartwervels en een middelste staartwervel. De tweede, derde, vierde, vijfde, zevende en tiende gevonden wervel zijn verbonden aan een chevron. Een losse chevron vult de positie tussen de achtste en tiende wervel op, een aanwijzing dat de vondst een aangesloten geheel vormt. De eerste gevonden wervel komt overigens vermoedelijk niet overeen met de oorspronkelijke eerste staartwervel van het dier omdat hij geen aanwijzingen toont voor een verbonden zijn met het heiligbeen.

## Beschrijving

### Grootte en onderscheidende kenmerken

De mogelijke grootte vergeleken met die van een mens

Het gevonden stuk staart heeft een lengte van een kleine meter wat wijst op een, voor een sauropode, middelgrote lichaamslengte.
De beschrijvers wisten enkele onderscheidende kenmerken vast te stellen. Sommige daarvan zijn autapomorfieën, unieke afgeleide eigenschappen, ten opzichte van de hele Sauropoda. Sommige voorste staartwervels hebben een scherp uitsteeksel aan de binnenzijde van het voorste gewrichtsuitsteeksel, achter het facet daarvan. Bij de doornuitsteeksels van de voorste staartwervels is de groeve op de achterzijde half overkapt of tunnelvormig. Het doornuitsteeksel van de voorste staartwervels is overdwars ingesnoerd. Bij de voorste staartwervels is de uitholling aan de basis van het doornuitsteeksel, aan de zijde van het zijuitsteeksel, gedeeltelijk zijdelings bedekt door de richel tussen het zijuitsteeksel en het achterste gewrichtsuitsteeksel. Bij de chevrons is het blad in zijaanzicht smaller dan het bovengedeelte van de tak. Bij de chevrons hebben de bovengedeelten van de takken een de voorzijde en achterzijde richels die doorlopen tot op de bladen.
Daarnaast is er een unieke combinatie van op zich niet unieke kenmerken. De voorste en middelste staartwervels zijn opisthocoel. Het zijuitsteeksel van de allervoorste staartwervels is verticaal gebogen. Het zijuitsteeksel van de allervoorste staartwervels heeft een richel op de bovenzijde. De binnenwanden van het ruggenmergkanaal hebben richels in de lengterichting. Bij de voorste staartwervels zijn de achterste gewrichtsuitsteeksels plat of bol. Bij de voorste staartwervels staan de achterste gewrichtsuitsteeksels ver uiteen. Bij de middelste staartwervel loopt het doornuitsteeksel in zijaanzicht taps naar boven uit. Bij de middelste staartwervel is het doornuitsteeksel schuin naar voren en boven gericht. De chevrons hebben geen gewrichtsfacetten, waarbij althans sommige chevrons met de wervellichamen vergroeid zijn.

### Skelet
De meest opvallende eigenschap van de staartwervels is dat ze opisthocoel zijn, dus met een van voren bol en van achteren hol wervellichaam. Dit kenmerk was tot dusver onder sauropoden alleen bekend van Borealosaurus en Opisthocoelicaudia, de laatste eveneens uit Mongolië. Volgens de beschrijvers zijn de twee taxa niet identiek. Behalve uit de verschillende geologische ouderdom zou dat blijken uit anatomische details. Zo heeft Opisthocoelicaudia geen opisthocoele middelste staartwervels, alleen voorste. Dit verschil is alleen geldig als de tiende wervel van Abdarainurus niet bij de voorste staart gerekend wordt.
De voorste staartwervels, niet de middelste, hebben een holle lengtegroeve aan de onderzijde. Die wordt begrensd door opvallende opstaande richels over de volle lengte van het centrum. Hun wervelbogen missen een duidelijke pleurocoel begrensd door een scherpe rand en de drie hoofdrichels tussen het zijuitsteeksel, het wervellichaam en het achterste gewrichtsuitsteeksel. Het onderste deel van de richel tussen het doornuitsteeksel en het voorste gewrichtsuitsteeksel is niet naar voren verbreed. In deze vier kenmerken komt Abdarainurus onder andere overeen met Rapetosaurus en Aeolosaurus.
De middelste staartwervel heeft op twee derden van de hoogte een langwerpige horizontale richel op de zijde. Een duidelijke richel tussen het voorste gewrichtsuitsteeksel ontbreekt. Op de voorzijde en achterzijde van het doornuitsteeksel wordt de uitholling in tweeën gedeeld door een nauwe verticale richel. Er loopt een richel tussen het zijuitsteeksel en het achterste gewrichtsuitsteeksel. Dit zijn kenmerken die Abdarainurus deelt met Andesaurus en Huabeisaurus.
Bij de voorste bewaarde staartwervel bevindt zich een knik in het zijuitsteeksel dat eerst omhoog buigt en daarna omlaag als bij Normanniasaurus. De knik hangt samen met een lengterichel op de bovenzijde; veel andere sauropoden hebben in plaats daarvan een bultje.
Bij de middelste staartwervel ligt de wervelboog op het voorste deel van het wervellichaam. Bij de voorste staartwervels echter is de positie boven het midden. Dat laatste wijkt af van de normale situatie bij de Titanosauriformes. De lengterichels op halve hoogte van het ruggenmergkanaal zijn van geen enkele andere sauropode bekend. Bij sommige basale vissen dienen zulke richels als ondersteuning van het ruggenmerg. Tussen de voorste en achterste gewrichtsuitsteeksels bevinden zich een holte en richel. Sommige Brachiosauridae hebben dit eveneens maar ook de titanosauriërs Andesaurus, Huabeisaurus, Jiangshanosaurus en Normanniasaurus.
Bij de derde bewaarde wervel is er een spoor laag op de zijde van het voorste gewrichtsuitsteeksel.